# ラウェイ
ラウェイ(ビルマ語: လက်ဝှေ့; IPA: [lɛʔ.ʍḛ]、Lethwei)は、ミャンマーの立ち技格闘技。伝統ある国技であり、神聖なものとされている。日本では「ビルマ拳法」「バンドー空手」「ムエ・カチューア」などの名前でも知られる。

## 概要
タイの古式ムエタイにおける「ムエカッチュアー」、近代ムエタイとの差異としては、拳にはグローブを着用せずバンデージのみを巻き、寝技以外の関節技（卍固めなど）や、投げ技、頭突き攻撃、金的攻撃（故意では無い場合のみ）が認められる点が挙げられる。昔の王国時代の戦の名残か、勝者が敗者の「旗」を折る。タイでも時折この形式の試合が行われるが、タイの場合はバンデージの代わりに縄を厚く巻いて代用される。ミャンマーで現在行われている古式拳闘は全てこの形式である。
尾崎允実により「地上で最も過激な格闘技」「地球上で最も危険な格闘技」と称された。一方で神事に近い性格を持ち、選手は試合とその前後だけでなく、日常においても礼節を強く求められる。対戦相手に攻撃的な言葉を浴びせたり罵ったりすると資格を剥奪される。試合前は2人の選手によってリングの祭壇に舞踊を捧げ（「ヤイダンス」、ムエタイでのワイクルー）、ファイト中も伝統音楽が奏でられる。およそ1000年の歴史があると伝えられる。
日本国内では、ミャンマーのMTBFから公認を受けた競技団体として、KICKBOXING ZONE（ZONE）とインターナショナル・ラウェイ・フェデレーション・ジャパン（ILFJ）の2団体が存在する。両団体は対立関係にあるが、ZONEは2017年以降活動停止状態にあるため、2021年現在はILFJが事実上日本国内でのラウェイを統括している。

## 主なルール

### 国内ルール
立ち技の全てが許可。
フリーノックダウン制でダウンカウントを取らず、片方が負けを認めるか意識が戻らなくなるまで試合が続行される。試合時間内に両者ともギブアップしない場合、引き分けとなる。
公式試合などでダウンカウントを取る場合は、10カウントでなく「相手のダウン中にリングを一周歩き、勝利のジェスチャーを行う」ことをカウントとする。三回これを繰り返した時点でKO。

### 国際ルール
ミャンマー伝統ボクシング連盟は以下の公式ルールを定めている。
服装
- コーナーに応じて赤または青のショートパンツを着用。
- 手にはバンデージとして医療用包帯のみを巻く。
- お守りは落とさぬよう手首や腕にしっかりと巻く。
- 武器にならぬ範囲であれば足首と膝にサポーターを付けても良い。
- アクセサリー類はすべて外し、髭と爪を綺麗に整える。
- マウスピースとファールカップの着用。

禁止行為
- 噛みつき、目突き、唾を吐きかける、倒れた相手を攻撃し続ける、髪を引っ張る、首を絞める。
- 故意に金的を打つ。
- レフェリーの指示を無視する。
- 周囲の人間に失礼な態度を取る。
- 酩酊状態である。
- ロープにしがみつく。この状態でKOされた場合、正式なKOとみなされる。
- 対戦相手を罵倒する。
- 故意にダウンをする。
- 倒れた相手を故意に踏む。

試合の流れ
試合は原則3分5R制（インターバル2分）で、判定がなくノックアウト勝ちしか認められない。1ラウンド3回もしくは1試合で通算4回のダウンでテクニカルノックアウト負けとなる。1～4Rまでの間は、選手またはセコンドからレフェリーに要請することで、1回のみ試合中に2分間の「タイム」が取れる（タイムはダウン1回として数える）。ダウン中のタイムも認められ、その場合ダウン数の重複カウントはしない。試合中の流血・怪我等によるレフェリーストップ・ドクターストップもある。尚ゴールデンベルト大会では、ムエタイ同様の採点による判定も採用している。
KOは一般的な10カウントで判定される。2016年10月の後楽園ホール大会では、選手がダウンしてから2秒後にカウントが開始され、通常の1秒では無く2秒毎に進行した。つまりノックアウトには、他競技の倍となる20秒が必要であった。

### ランキング
ムエタイやキックボクシング等と違いチャンピオンという定義はある、試合後に勝利者へチャンピオンベルトの様な物が渡される事があるが、勝利者賞としての意味以上のものではない。
ランキング制度も無い。かつては「ゴールデンベルト大会」が各階級の強豪選手が集い争うトーナメントであったが、近年はファイトマネーや政治的問題、判定決着によるジム側や観客側の不信感等があり、強豪選手が出場を避ける様になり、この大会の勝者はかつての価値を持たない状況にあるようだ。

## 日本格闘技界との交流と日本人選手
2004年4月､Myanmar Traditional Boxing Federation（MTBF)より依頼され、総合格闘技団体パンクラス尾崎允実代表を介し、全日本キックボクシング連盟の協力の元、日本とミャンマーの交流が始まり、初めての交流戦が2004年7月10日と11日の2日間に分けてヤンゴン国立競技場にて開催された。
当時の様子は株式会社レッシングで制作、テレビ朝日系列「報道ステーション」で紹介され瞬間最高視聴率18%を超えた。
当初は5対5の予定だったが、選手の怪我の為4名となり、「ミャンマーVSジャパン4対4対抗戦」と銘打たれ、団長に外国人初のムエタイ殿堂ラジャダムナンスタジアム認定王者藤原敏男を迎え、80年代最強のファイターとも言われた和術慧舟會総帥西良典、元修斗チャンピオンの田中塾塾長田中健一という夢の布陣に率いられ、4選手（新美吉太郎、若杉成次、田村彰敏、山本武晴）が参戦し、1勝2敗1分の結果を残した。
2005年9月11日長崎平和記念ホールで西良典の主催で開催された「Kushima's Fight10」で日本に初上陸し2試合が行われた。（1敗1分）※以下全て日本側勝利。
その後、2006年3月7日新宿FACE「Kushima's Fight12」、2007年8月19日ディファ有明「J-Lethwei」共に西良典主催でミャンマーよりラウェイ選手が日本に招聘され計8試合が行われた。（1勝6敗1分）
2009年5月2、3日ヤンゴン・トゥワナ国立室内競技場に日本人4選手（寒川直喜、陣川弘明、紅闘志也、クレイジー・ヒル）参戦。（2敗2分）
2011年8月13、14日ヤンゴン・テンピュースタジアムに日本人4選手（寒川直喜、CRAZY884、紅闘志也、篠原基宏）参戦。（1敗3分））
2013年9月21日ヤンゴン・テンピュースタジアムに日本人2選手（寒川直喜、藤原あらし）参戦。（2分）
2016年2月14日ヤンゴン・テンピュースタジアムに日本人2選手（金子大輝、NAOKI）参戦。（2敗）
2016年9月11日沖縄ネーブルカデナアリーナ「ZONE5」で初の日本人同士のラウェイ公認試合を開催。（金子大輝 対 アイアンホース田中）
2016年に、ファースト・オン・ステージ代表の中村祥之が、ミャンマーのラウェイ統括団体であるMyanmar Traditional Boxing Federation（MTBF）より、ミャンマー人以外で初となる、1年間有効の「ラウェイプロモーターライセンス Grade-A」を取得。同年10月27日の後楽園ホール大会を皮切りに、本格的にラウェイの興行を展開していくこととなった。それに先駆け[ミャンマー本国から公認された統括組織として一般財団法人インターナショナル・ラウェイ・フェデレーション・ジャパンを設立。
2016年12月29日ヤンゴン・インセインフットボールスタジアム「Kayain New Year Lethwei Events」に金子大輝が参戦。 ルワンチャイに1ラウンドTKOで勝利。
2017年2月16日後楽園ホールで一般社団法人インターナショナル・ラウェイ・フェデレーション・ジャパン、ファースト・オン・ステージの主催により「Lethwei In Japan2」が開催された。
日本からは、KOUMA、山崎泰幸、山本祐希、奥田啓介、高橋奈七永の５選手が出場したが、0勝3敗2分と、1勝も出来ずに惨敗し、ファンの期待を大きく裏切る結果となった。
2017年3月19日ヤンゴン・テンピュースタジアム「International Lethwei Fight2」に金子大輝が参戦。
日本人初のミャンマー代表選手として、英国のマーティン・スータイ（Martin Sutai)と対戦し、2ラウンドKOで勝利。この大会はミャンマー代表5選手、世界選抜5選手で争われ、ミャンマー代表は金子の勝利を含む2勝を挙げ、通産成績2勝3分で勝ち越した。
2017年11月2日、川村英樹が、タウングーでおこなわれたタイとミャンマーの対抗戦の一環として実施された試合に単身で出場したが、2ラウンドKO負けであった。
2017年12月10日、金子大輝が、ヤンゴンで行われた試合で、日本人選手として初めてミャンマー国内のタイトルを獲得した。
2018年12月16日、渡慶次幸平がヤンゴンで行われた、2018年の複数の試合を勝ち抜くなどした強豪を集めた大会「エアKBZグランドファイナル」で、トゥン・ミン・ラット(ミャンマー)と対戦。渡慶次は攻撃を避けて懐に飛び込み、右のフックなど強烈なパンチを見舞う戦法で圧倒した。優勢に試合を進め。1ラウンドから相手を転倒させた。2ラウンドでは、渡慶次の左ハイキックが決まるなどして、たびたびトゥン・ミン・ラットは地に伏せた。3ラウンドで勝負をかけた渡慶次のラッシュで転がったトゥン・ミン・ラットは立ち上がることができず、KOで試合が決まった。2018年の王者となった。